# Шифрин, Яков Соломонович
Яков Соломонович Шифрин (23 апреля 1920, Мстиславль — 6 августа 2019, Харьков) — советский, позднее украинский радиофизик, специалист в области теории антенн и распространения радиоволн, создатель статистической теории антенн, Заслуженный деятель науки и техники Украины.

## Биография
Родился 23 апреля 1920 года в городе Мстиславль (Белоруссия). Брат геофизика Кусиэля Шифрина. В 1925 году семья переехала в Ленинград.
В 1937 году окончил с серебряной медалью среднюю школу № 37 (ныне, как и до 1917 года, 2-я Санкт-Петербургская гимназия им. Александра I). В том же году поступил на физический факультет Ленинградского государственного университета (ЛГУ).
С началом войны записался в народное ополчение, в конце августа 1941 года откомандирован на учёбу в Военную Краснознаменную академию связи (ВКАС) им. С. М. Буденного. Летом и осенью 1943 года принимал участие в боях за освобождение Украины на Третьем Украинском фронте. После окончания с отличием радиофакультета ВКАС и кратких курсов по радиолокации в 1944 года назначен командиром одной из новых батарей станций орудийной наводки (СОН), которая до конца войны принимала участие в боевых действиях.
В 1946—1948 годах — первый преподаватель радиолокации в Житомирском училище зенитной артиллерии.
В 1948 году поступил в адъюнктуру Артиллерийской радиотехнической академии (АРТА, которая позднее именовалась Военная инженерная радиотехническая академия ПВО им. Л. А. Говорова — ВИРТА). В 1951—1956 гг. там же на преподавательских должностях. В 1952 защитил кандидатскую диссертацию по теории устройств бегущей волны.
В 1957—1980 годах — начальник кафедры антенн и распространения радиоволн ВИРТА. Полковник-инженер (1961).
В 1965 году защитил диссертацию по статистической теории антенн на степень доктор технических наук. Профессор (1966).
С 1980 по февраль 2019 года работал в Харьковском национальном университете радиоэлектроники: профессор, заведующий кафедрой технической электродинамики и антенн (1991—1996), главный научный сотрудник.
С апреля 2019 года был главным научным сотрудником Национального аэрокосмического университета «Харьковский авиационный институт имени Н. Е. Жуковского».
Внёс вклад в науку по ряду направлений современной радиоэлектроники и радиофизики. Является основателем нового научного направления — статистической теории антенн (СТА) — теории антенн со случайными источниками. Его монография «Вопросы статистической теории антенн» (Советское радио, 1970) была издана в США на английском языке как «Statistical Antenna Theory» (Golem Press, 1971).
Другие направления научных исследований: дальнее тропосферное распространения радиоволн; разработка теории антенн с нелинейными элементами; диагностика фазированных антенных решеток.
Автор около 400 научных работ, в том числе 250 открытых публикаций, включая 16 монографий. Под его руководством подготовлено около 20 докторов и более 50 кандидатов наук.
Почётный профессор 5-ти вузов Украины и России. Почетный доктор Харьковского национального университета им. В. Н. Каразина.
В 1993 году организовал Украинскую национальную ассоциацию «Антенны» и инициировал первые в Украине международные конференции по теории и технике антенн — International conference on Antenna Theory and Technique (ICATT), которые проводятся каждые два года.

## Публикации
- Вопросы статистической теории антенн. — М.: Советское радио, 1970. — 383 с. : черт.; 21 см.
- Новые типы антенн [Текст] / Воен. инж. радиотехн. акад. противовоздуш. обороны им. Маршала Сов. Союза Л. А. Говорова ; Я. С. Шифрин, П. А. Базарнов, Ю. Г. Гукасов ; Под ред. Я. С. Шифрина. — [Харьков] : [б. и.], 1971. — 135 с., 1 л. табл. : ил.; 22 см.
- Статистическая теория антенн. Справочник по антенной технике. — М., 1997.
- Экспериментальные исследования дальнего тропосферного распространения ультракоротких волн. — Х., 1964.
- Дальнее тропосферное распространение УКВ. — М., 1965.
- Антенны с нелинейными элементами. Справочник по антенной технике. — М., 1997.
- Антенны. / Учебник. — Х., 1976.

## Заслуги
- Премия имени Попова Академии наук СССР «За работы в области СТА, внесшие фундаментальный вклад в теорию и технику антенн»
- Премия «За лучшую научную работу» Госкомитета СССР по народному образованию за монографию «Методы изменения параметров излучающих систем»
- Заслуженный деятель науки и техники Украинской ССР (1991)
- Пожизненный действительный член международного института радиоинженеров (США) (Life Fellow IEEE) с формулировкой «За фундаментальный вклад в теорию и технику антенн»
- Персональная стипендия Президента Украины
- Знак «За научные достижения» Министерства высшего образования Украины
- награда Европейской микроволновой ассоциации «За выдающуюся профессиональную деятельность» — EuMA Outstanding Career Award
- Пионерская награда международного института радиоинженеров (США) — Pioneer Award IEEE, AESS
- 5 орденов (два ордена Красной Звезды, орден Отечественной войны, орден Богдана Хмельницкого III степени, орден Ярослава Мудрого V степени) и 20 медалей, включая медаль «За боевые заслуги»
- Почетный гражданин Харькова